# Tolga Akcayli
Tolga Aslan Akcayli (* 15. April 1993 in Hendon, England) ist ein ehemaliger vincentischer Schwimmer.

## Leben

### Schwimmen
Akcayly nahm 2011 an den Schwimmweltmeisterschaften 2011 in Shanghai, China und im Oktober an den Panamerikanischen Spielen in Zapopan, Mexiko teil. Er trat in den Wettkämpfen über 50 m Freistil an. Ebenso bei den Olympischen Sommerspielen 2012. Dort erreichte er über 50 m Freistil Rang 45.

### Film
Akcayly machte eine Ausbildung an der New York Film Academy. 2019 konnte er mit seinen Mitstudenten einen Film in Barbados drehen („Too Lickrish“).

## Filmographie
- Too Lickrish (2019)[2]